# Marsha Ivins
Marsha Sue Ivins, född 15 april 1951 i Baltimore, Maryland, är en amerikansk astronaut uttagen i astronautgrupp 10 den 23 maj 1984.

## Rymdfärder
- STS-32
- STS-46
- STS-62
- STS-81
- STS-98
  - Hon var uppdragsspecialist ombord på Atlantis/STS-98. Uppdraget var att föra upp och montera fast modulen Destiny Laboratory Module till den internationella rymdstationen ISS.